# Argyroeides braco
Argyroeides braco là một loài bướm đêm thuộc phân họ Arctiinae, họ Erebidae.